# 维多利亚·布朗
维多利亚·布朗（英語：Victoria Brown，1985年7月27日—），出生於維多利亞州的墨尔本，澳大利亞女子水球运动员，亦為澳大利亞國家女子水球隊成員，司職守門員。

## 簡歷
2010年，维多利亚·布朗代表澳大利亞贏得女子水球世界盃亞軍，賽後被選為球隊的最有價值球員。
2012年，维多利亚·布朗代表澳大利亞參加英國倫敦舉行的奥林匹克运动会女子水球比賽，在铜牌争夺赛中力克匈牙利队，贏得銅牌。